# Scialacca
La scialacca, resina acaroide, resina di Xanthorrhoea,  chiamata red yacca gum negli Stati Uniti, è una particolare resina vegetale di colorazione rossiccio-giallastra, estratta dagli arbusti di varie specie di Xanthorrhoea (X. quadrangulata, X. australis, X. arborea), che si trovano esclusivamente in Australia.
Questa sostanza ha un prezzo minore rispetto alla gommalacca, e viene tradizionalmente utilizzata dagli aborigeni australiani come adesivo per la riparazione di oggetti; attualmente è impiegata per la creazione di vernici e lacche, nell'industria della carta, e per la realizzazione di fuochi pirotecnici
Etimologicamente deriva da shellac, che in inglese tuttavia ha il diverso significato di gommalacca; probabilmente la confusione è avvenuta all'inizio del XX secolo, quando la Schell corp. produsse un valido sostituto della gomma lacca, chiamato commercialmente Schell-lac.